# Eleocharis wilkensii
Eleocharis wilkensii là loài thực vật có hoa trong họ Cói. Loài này được Schuyler mô tả khoa học đầu tiên năm 1969.